# Alleanza Giustizia e Verità
L'Alleanza Giustizia e Verità (Alianța Dreptate și Adevăr, Alianţa D.A. o abbreviata solo con D.A.) è stata una coalizione politica rumena tra il Partito Nazionale Liberale (Partidul National Liberal PNL) ed il Partito Democratico (Partidul Democrat PD) che si candidò per le elezioni amministrative, parlamentari, presidenziali del 2004. 
 Nacque il 29 settembre del 2003 e scopo della coalizione era quello di organizzare un gruppo unito contro il più forte Partito Social Democratico (Partidul Social Democrat PSD) che in quegli anni aveva governato.
 Il nome nasce dalle dichiarazioni di Theodor Stolojan che disse: "Noi vogliamo creare un'alleanza che organizzi la libertà dalla corruzione e dalle bugie".
La conduzione dell'Alleanza era gestita da entrambi leader dei due partiti inizialmente Theodor Stolojan del PNL che in vista delle elezioni presidenziali del 2004 si candidava come Presidente della Repubblica di Romania, e Traian Băsescu PD che invece avrebbe corso per la carica di Primo ministro della Romania. Il 2 ottobre 2004 però Stolojan si ritira per gravi motivi di salute e Călin Popescu Tăriceanu diviene il suo successore e diverrà premier una volta che il D.A. vincerà le elezioni e Băsescu presidente della repubblica.
Per le elezioni del 2004 il partito si presentava con questi punti programmativi:
- stimolare gli investimenti e l'iniziativa privata;
- creare nuovi posti di lavoro e aumentare il reddito netto per alleviare la povertà;
- garantire un "responsabile della politica sociale" in materia di istruzione, sanità, pensionistico e di assistenza sociale;
- lotta contro la corruzione;
- istituire una giustizia non politicizzata.

In seguito all'elezione a leader del PD nel 2005 di Emil Boc diviene anch'esso un nuovo leader dell'Alleanza D.A. al posto del suo predecessore.
La coalizione si disciolse dopo che il leader del PNL, non trovandosi concorde con il PD, creò un nuovo governo senza i ministri del partito ex-alleato ed assieme all'Unione Democratica Magiara di Romania (Uniunea Democrată Maghiară din România UDMR).